# Margot Fenring
Margot Fenring is een personage in het Duin-universum, gecreëerd door Frank Herbert. Ze is de vrouw van graaf Hasimir Fenring en lid van de Bene Gesserit-orde. Zij was een bondgenoot van Paul Atreides in zijn conflict met het Huis Harkonnen.
Ze sympathiseert met Vrouwe Jessica en waarschuwt haar voor het gevaar in Arrakeen. Tegelijkertijd is Jessica een beetje jaloers op Margot. De graaf trouwde met haar, terwijl Jessica zelf uit politieke noodzaak slechts de concubine van de hertog is. De relatie tussen Margot en haar man is echter uitsluitend platonisch.

## In bewerkingen
Het personage zou een grote rol spelen in de verfilming van Duin, gepland door regisseur Alejandro Jodorowsky in de jaren zeventig, maar nooit gemaakt. Margot is niet te zien in Denis Villeneuve's Dune uit 2021, maar wel in Dune: Part Two uit 2024. Ze wordt gespeeld door Léa Seydoux.